# WEライナー
WEライナー（ウィ ライナー）は、宮城県仙台市と新潟県新潟市を結ぶ高速バス路線の愛称。
全座席指定制のため、乗車には事前の予約が必要である。

## 概要

新潟県・県外高速バス路線図。緑色の路線が本路線である。

ジェイアールバス東北とi.JTB(コンビニエンスストア発券)ではWEライナー号で案内されているが、新潟交通では仙台線として案内などを行っている。愛称「WEライナー」は、西にある新潟市と、東にある仙台市とを結ぶことに因んで、「West」と「East」の頭文字から命名された。
仙台と新潟を結ぶ公共交通機関として、航空路線が存在する。また、鉄道利用ではかつて直通急行「あさひ」（後に「べにばな」に改称）が走っていた。
- 航空路線：仙台空港 - 新潟空港…フライト時間は50分程度
  - 全日本空輸（1978年 - 1992年）YS-11（定員64人）8,850円 → 737（定員126人）→ A320（定員166人）→廃止
  - ジェイエア（1986年 - 1994年）（定員19人）15,700円→廃止
  - トキエア (2024年 -) (定員72名）9,000 - 16,000 円
- 鉄道：仙台駅 - 新潟駅
  - 「べにばな (列車)#沿革」参照

航空路線は、1981年（昭和56年）の新潟空港の年間乗降客数の5位が仙台便（5.0万人） であり、一定の需要があった。1982年（昭和57年）に東北新幹線および上越新幹線の両線がともに大宮駅以北で開業したが、新潟 - 仙台便は継続された。これは、当時の両新幹線の最高速度が210km/hだったため、仙台駅 - 大宮駅間が最速1時間59分（2016年現在：最速1時間07分、最高速度320km/h）、新潟駅 - 大宮駅間が最速1時間45分（2016年現在：最速1時間15分、最高速度240km/h）であり、空港までの時間や待ち時間を入れると実質的に3時間程度である新潟 - 仙台便より所要時間が長かったためである。しかし、両新幹線で増発が続き、最高速度も240km/hに引き上げられるなどする中、1987年（昭和62年）の新潟 - 仙台便の年間乗降客数は2.7万人 と、6年前の半分近くにまで減少。結局、バブル崩壊後に廃止に至った。
一方の直通急行は、所要時間で新幹線（大宮乗り継ぎ）に勝てず、山形新幹線の工事進捗もあり、米沢 - 山形 - 仙台間は段階的に廃止され、快速に格下げされた。その後は新幹線か在来線を乗り継がなければならなかった。
- 東北新幹線 - 郡山駅 - 磐越西線：快速「あがの」など（4時間以上）。
- 東北新幹線 - 福島駅 - 山形新幹線 - 米沢駅 - 快速「べにばな」など（4時間以上、8,130円）
- 東北新幹線 - 大宮駅 - 上越新幹線（3時間以上、18,970円）

このように、所要時間や利便性では新幹線優位ではあるが、両都市間が約230km（高速経由では260km）なのに片道2万円近い料金が割高であるため、高速バスの参入余地があった。
1990年（平成2年）10月4日の山形自動車道・宮城川崎IC - 笹谷IC開通により仙台市都心部から山形県山形市の関沢ICまで自動車専用道路でつながれたことに伴い、本路線は運賃を新幹線の4分の1以下の片道4,500円（往復8,100円）に設定し、10月23日より昼夜2往復で運行を始めた（1991年（翌年）7月には山形道が山形蔵王ICまで延伸）。1997年（平成9年）10月に磐越自動車道が全通すると福島県経由に変更され、途中休憩を含め約4時間に所要時間が短縮された。現在は昼行便7往復・夜行便1往復の計1日8往復が運行されている（昼行便の一部と夜行便は2024年現在、運休中）。
かつて運用されていた、バスロケーションシステム・「にいがたバス-i」の対象路線であった。

## 運行会社
- ジェイアールバス東北（仙台支店）
- 新潟交通（新潟東部営業所）

## 停車停留所
▼…仙台発は乗車のみ、新潟発は降車のみ扱い
▲…新潟発は乗車のみ、仙台発は降車のみ扱い
♯…休憩停車を行うパーキングエリア
| 所在地 | 所在地         | 所在地         | 停車停留所 休憩箇所    | 停車停留所 休憩箇所    | 乗降区分 | 備考                                                                         |
| ------ | -------------- | -------------- | ---------------------- | ---------------------- | -------- | ---------------------------------------------------------------------------- |
| 宮城県 | 仙台市         | 宮城野区       | 仙台駅東口             | 仙台駅東口             | ▼        | 仙台発は72番発 新潟発は75番着                                                |
| 宮城県 | 仙台市         | 青葉区         | 広瀬通一番町           | 広瀬通一番町           | ▼        | バス停は仙台フォーラス前にある                                               |
| 宮城県 | 柴田郡村田町   | 柴田郡村田町   | 東北自動車道           | （菅生PA）             | ＃       | 夜行便のみ休憩（10分間）                                                     |
| 福島県 | 福島市         | 福島市         | 東北自動車道           | （福島松川PA）         | ＃       | 昼行便のみ休憩（10分間）                                                     |
| 福島県 | 耶麻郡磐梯町   | 耶麻郡磐梯町   | 磐越自動車道           | （磐梯山SA）           | ＃       | 夜行便のみ乗務員休憩あり（約1時間程度）                                      |
| 福島県 | 耶麻郡西会津町 | 耶麻郡西会津町 | 磐越自動車道           | （西会津PA）           | ＃       | 昼行便のみ休憩（10分間）                                                     |
| 新潟県 | 新潟市         | 江南区         | 磐越自動車道           | （新潟PA）             | ＃       | 夜行便のみ休憩（10分間）                                                     |
| 新潟県 | 新潟市         | 中央区         | 新潟駅前（万代口）     | 新潟駅前（万代口）     | ▲        | 新潟発は万代口・東大通14番バスのりば発 仙台発は帝石ビル前着                  |
| 新潟県 | 新潟市         | 中央区         | 万代シテイバスセンター | 万代シテイバスセンター | ▲        | 新潟発は7番線（構内ロータリー）発 仙台発は11～13番線（東港線沿いバスベイ）着 |

## 運行経路

### 現在
- 新潟行（Google マップ） ： 仙台駅東口バスプール - 国道48号仙台西道路 - （仙台宮城IC） - 東北自動車道 - （郡山JCT） - 磐越自動車道 - （新潟中央JCT） - 日本海東北自動車道 - （新潟亀田IC） - 国道49号亀田バイパス - 国道7号栗ノ木バイパス・明石通 - 新潟県道33号新潟停車場線 - 国道7号
- 仙台行 ： 新潟行の逆経路（但し、万代シテイバスセンター - 新潟駅前の経路は往復で異なる）

なお、GW・お盆など東北自動車道の渋滞が予想される時や通行止めとなった場合は、郡山JCTを経由せず国道115号土湯バイパスを経由したり、下記の旧経路（但し、荒川胎内IC以南は日本海東北自動車道経由）で迂回運行する事がある。

### 1997年10月1日まで
仙台駅東口 - （国道286号） - （仙台南IC） - （東北自動車道） - （菅生PA） - （山形自動車道） - （国道13号） - 小国（JRバス東北小国営業所） - （国道113号） - 下関 - （国道7号） - 中条営業所（その後中条営業所移転に伴い、中条町中心部に中条バス停を開設） - 新発田城北町 - （同・新新バイパス） - 新潟駅前 - 万代シテイバスセンター

## 運行回数
- 1日8往復（昼行便7往復、夜行便1往復）。
  - 各社4往復ずつ運行。内訳は昼行便3.5往復、夜行便0.5往復。

## 運賃
- 2014年7月14日以降、季節・運行日毎に運賃が異なる「幅運賃」（カレンダー運賃）制度を導入している。詳細は運行各社のサイトを確認のこと。

## 歴史
- 1990年（平成2年）10月23日 - 山形県横断ルートにて1日2往復（昼行1、夜行1）で運行開始[3]。片道4,500円。所要5時間10分（昼行）[2]、6時間30分（夜行）[3]。
- 1997年（平成9年）10月2日 - 磐越自動車道全通に伴って、山形県を経由しない福島県経由ルートに経路変更[2]。小国駅前・下関・中条・新発田城北町停留所を廃止。所要時間短縮（約4時間）により、夜行便を廃止して昼行便1日4往復に変更。
- 1998年（平成10年）12月4日 - この日より車両を27～29人乗り3列シートから40人乗り4列シートに変更。
- 2001年（平成13年）12月1日 - 1日6往復に増便。
- 2008年（平成20年）3月14日 - 1日8往復に増便（うち1往復は夜行便）。夜行便を含む増便分は独立3列シート車両で運行。昼行便の所要時間を上下とも10分延長。同時に昼行便の休憩箇所を五百川PA1ヵ所から福島松川PAと西会津PAの2か所に変更（夜行便は菅生PAと新潟PAの2か所で休憩）。
- 2011年（平成23年）
  - 3月11日 - この日発生した東北地方太平洋沖地震（東日本大震災）の影響により運休。
  - 3月14日 - 同日より全便の運行を再開。高速道路が復旧するまでの間は緊急車両の認定を受け、東北自動車道・山形自動車道（山形蔵王IC）・国道13号経由で運行した[4]。
- 2013年（平成25年）10月9日 - 同日出発便をもって、JR駅「みどりの窓口」での乗車券販売を終了。
- 2014年（平成26年）
  - 4月1日 - 運賃改定[5]。
  - 7月14日 - 同日乗車分より季節・運行日毎に変動運賃制（A運賃・B運賃・C運賃）を導入、往復割引を廃止[6]。
- 2019年（令和元年）6月21日 - 運賃改定[7]。
- 2020年（令和2年）
  - 4月25日 - 新型コロナウイルスの影響により、この日より当面の間一部便（5往復。同年4月29日からは6往復）を運休[8]。
  - 6月1日 - この日より一部便（2往復、新潟交通担当便）の運行を再開[9]。
  - 6月26日 - この日より一部便（1往復、JRバス東北担当便）の運行を再開[10]。
  - 7月22日 - この日より一部便（1往復、JRバス東北担当便）の運行を再開[11]。
  - 9月28日 - この日より一部便（1往復、JRバス東北担当便）が運休[12]。
  - 10月19日 - この日より一部便（3往復）の車両を独立3列シート車に変更[13][14]。
- 2021年（令和3年）2月1日 - この日より一部便（1往復、JRバス東北担当便）が運休、計1日4往復となる[15]。

## 使用車両
- 40人乗りハイデッカー4列シート
- 29人乗りハイデッカー3列独立シート（夜行便および昼行便1往復）
  - 昼行便は、仙台発が4便目[16]、新潟発が4便目が該当、それぞれの折り返しが夜行便となる。

### 過去の車両
開業～1998年12月3日
- 27～29人乗りスーパーハイデッカー3列シート

（JR）いすゞ・スーパークルーザー（27人乗り）。後にエアロクィーンI（29人乗り）も導入。
（新交）三菱ふそう・スーパーエアロIIまたはエアロクィーンM（29人乗り）
1998年12月4日～2008年3月13日
- 40人乗りハイデッカー（またはスーパーハイデッカー）4列シート

### 過去の車両画像

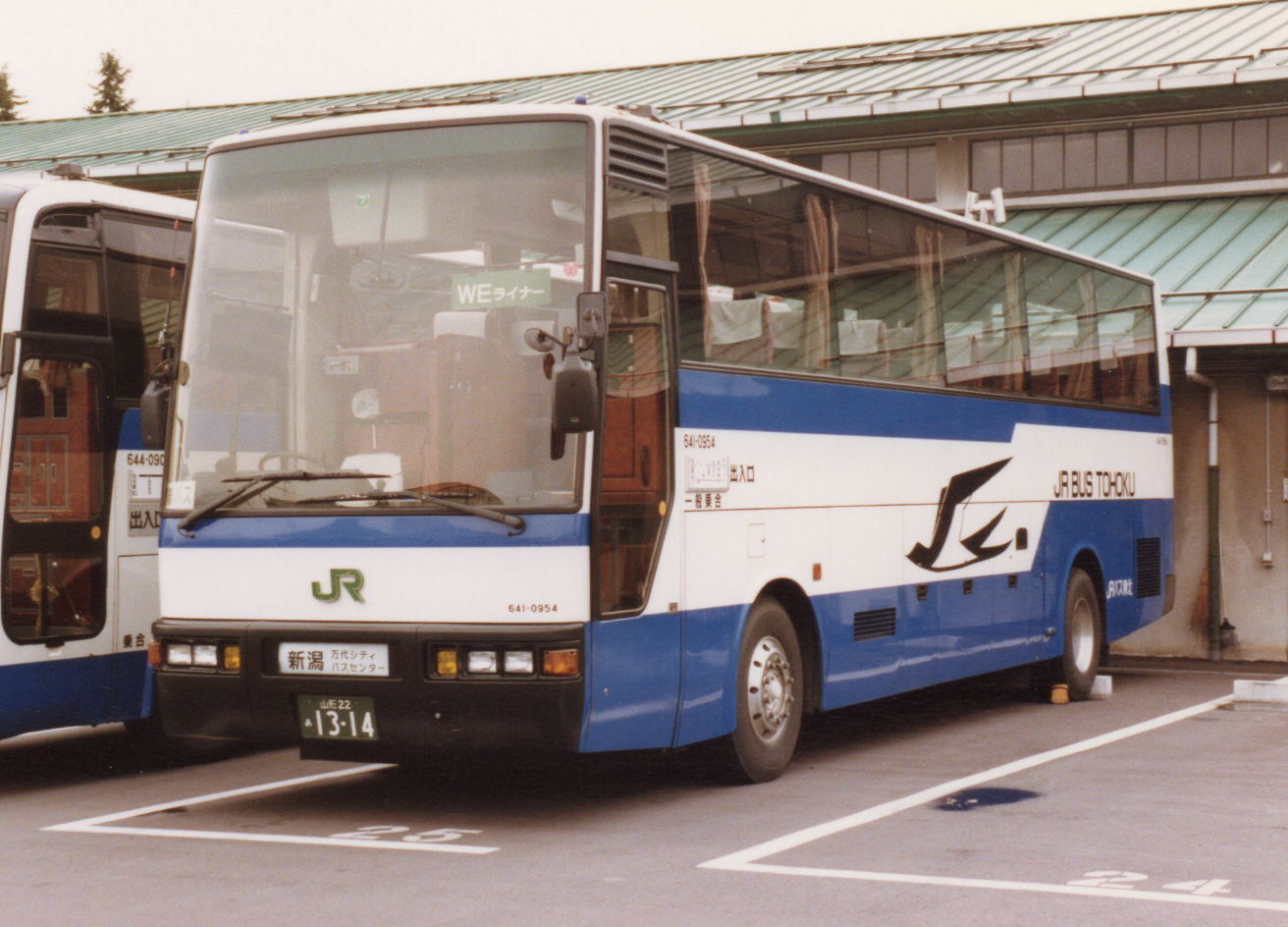
JRバス東北運行開始当時の車両。夜行仕様の3列シート車両（小国営業所担当時代）。
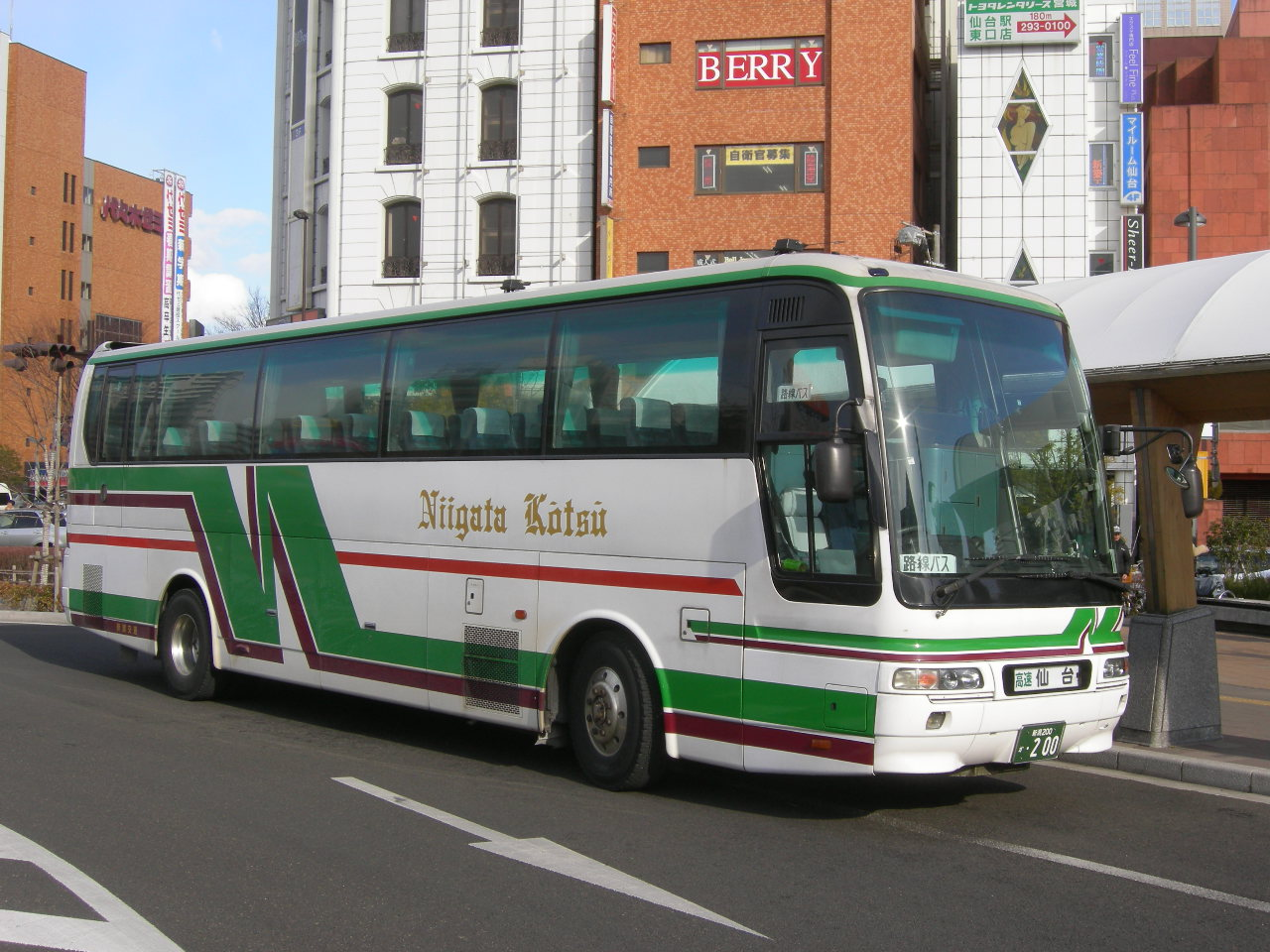
4列シート化後に導入された新潟交通のスーパーハイデッカー
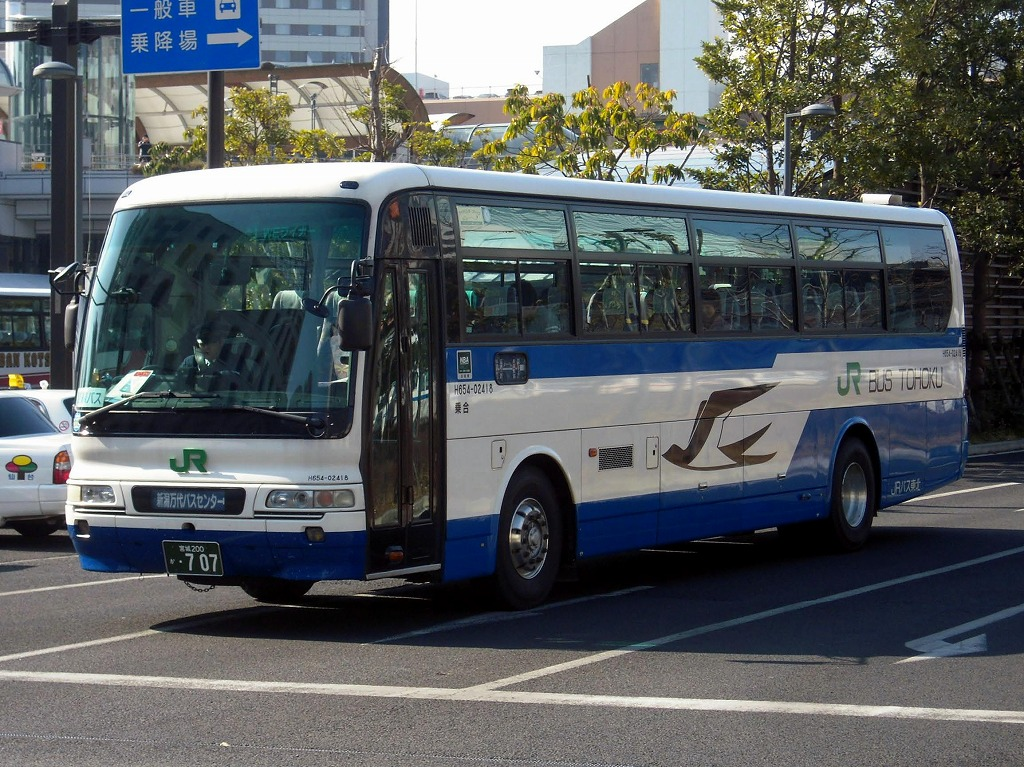
JRバス東北の4列シート車両
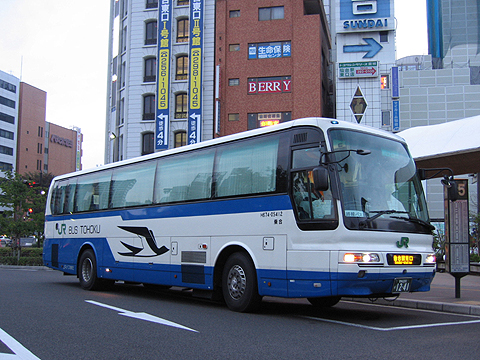
夜行便再開後に充当されていたJRバス東北の3列シート車両
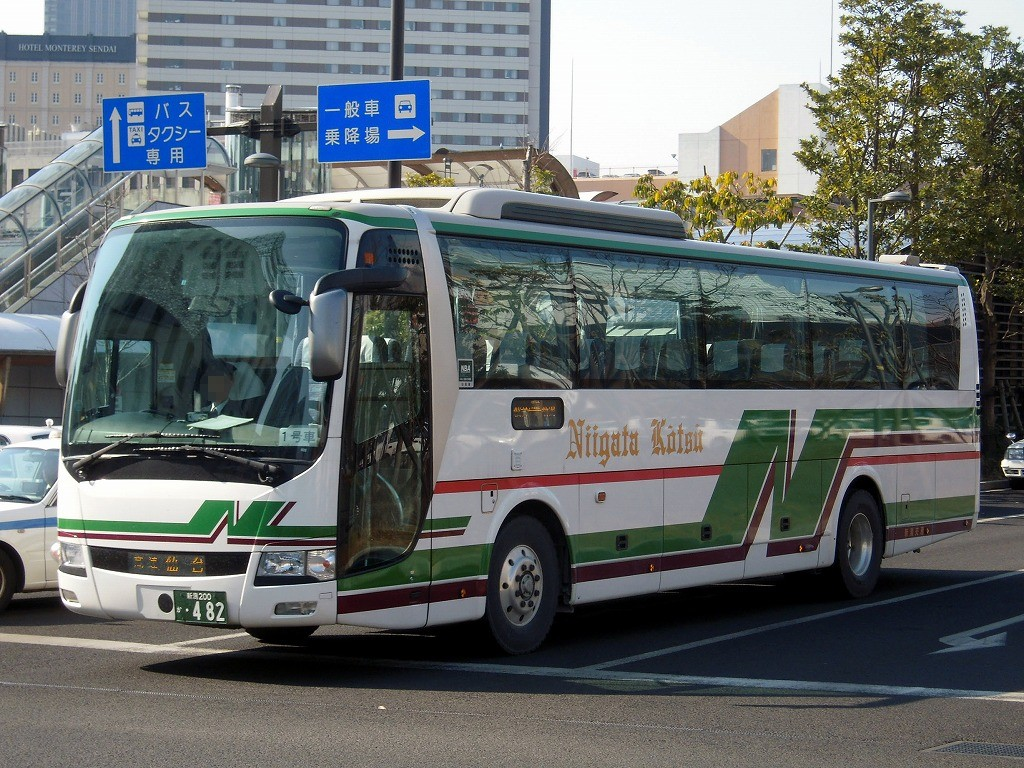
新潟交通もハイデッカー車両に更新。

## 利用状況
| 年度               | 運行日数 | 運行便数 | 年間輸送人員 | 1日平均人員 | 1便平均人員 |
| ------------------ | -------- | -------- | ------------ | ----------- | ----------- |
| 2002（平成14）年度 | 365      | 4,633    | 101,112      | 277.0       | 21.8        |
| 2003（平成15）年度 | 365      | 4,586    | 102,127      | 279.8       | 22.3        |
| 2004（平成16）年度 | 365      | 4,586    | 103,597      | 283.8       | 22.6        |
| 2005（平成17）年度 | 365      | 4,652    | 103,578      | 283.8       | 22.3        |
| 2006（平成18）年度 | 365      | 4,677    | 105,936      | 290.2       | 22.7        |
| 2007（平成19）年度 | 366      | 4,884    | 112,443      | 307.2       | 23.0        |

## 備考
夜行便を利用した場合、新潟着の便（新潟交通担当便）を利用し、新潟駅前で下車した場合は、運転手に申し出れば、新潟駅から万代シテイバスセンターまでの路線バス無料券が配布される。
逆に、仙台着の夜行便（ジェイアールバス東北担当便）を利用した場合は、運転手に申し出れば、指定のネットカフェの割引券が配布される（こちらのサービスは、ジェイアールバス東北が担当する他の仙台着の夜行便でも適用される）。